# Kid Wise
Kid Wise, stylisé KiD WISE, est un groupe d'indie pop français, originaire de Toulouse, en Haute-Garonne. Le groupe, actif entre 2012 et 2018, compte deux albums et deux EP.

## Biographie
Le groupe est composé de six membres originaires de Toulouse, en Haute-Garonne. Leur style musical est, comme ils le définissent eux-mêmes, de la pop progressive, style alliant des aspects pop, electro et rock. Un premier EP sort en 2012 sous le titre de La Sagesse. En 2014, ils sortent leur second EP, Renaissance, au label Maximalist Records, puis font partie de la sélection des iNOUïS du Printemps de Bourges. Ils participent à l'édition 2015 de Solidays, Garorock, Montreux Jazz Festival et au Bruxelles Summer Festival. La même année, en début mars, ils sortent leur premier album, L'Innocence. Deux ans plus tard, ils sortent leur deuxième album, Les Vivants, en 2017.
Le groupe se sépare en 2018. Augustin annonce en ses termes : « pour une durée indéterminée ». « Après cinq ans de vie et de travaux communs, cinq années éprouvantes et sublimes, nous avons aujourd'hui besoin de recul, d'un air neuf et d'expériences nouvelles. Les six membres du groupe ont tous pris spontanément cette année des directions différentes et ce temps nous sera précieux pour réaliser au mieux les milliers de projets que nous avons en tête ». Ils donneront deux ultimes concerts à Toulouse, devant leur public, les jeudis 18 et vendredi 19 janvier 2018 au Connexion Live.

## Membres
- Augustin Charnet — chant, claviers
- Clément Libes — violon, chœurs
- Léo Faubert — batterie, chœurs
- Nathan Davrinche-Hamet — basse synthétiseurs, chœurs
- Anthony Leliard — basse, chœurs
- Théophile Antolinos — guitare
- Vincent Dinis — guitare